# Альбом ФИДЕ
Альбом ФИДЕ (англ. FIDE Album) публикуется WFCC — собрание лучших и наиболее показательных шахматных задач и этюдов за трёхлетний период. По состоянию на 2018 год было опубликовано 23 Альбома ФИДЕ, которые содержат около 24295 композиций всех жанров более чем 2000 авторов. (За период 1914—1979 было опубликовано 2568 композиций (свыше 23%) советских шахматистов.) Первый Альбом ФИДЕ изданный в 1961 году покрывал период 1956—1958, а последний — период 2016—2018.
Ранее издавался под эгидой ФИДЕ. Издатель — Шахматный союз Хорватии (Югославия) (издательство «Шаховска наклада», Загреб).
В наши дни Альбом состоит из восьми секций, которые могут состоять из подсекции:
| - двухходовки - трёхходовки - многоходовки - этюды | - кооперативные маты (с тремя подсекциями) - обратные маты - сказочные шахматы - ретрозадачи и математические задачи |

Отбор композиций осуществляется для каждой секции (подсекции кооперативные маты) тремя судьями. Каждый судья даёт композиции 0—4 пункта. Если композиция набирает как минимум восемь пунктов, то она проходит в Альбом.
Международные титулы присваиваются в зависимости от набранных очков. Каждый композитор получает один пункт (1,67 за этюд) за каждую композицию в Альбоме. При совместной композиции, количество пунктов делится поровну между участниками.
Для звания международного гроссмейстер по шахматной композиции нужно набрать 70 пунктов, международного мастер — 25 и мастера ФИДЕ — 12.
С 1965 в каждый альбом отбираются 800 и более произведений.

## Альбом 1914—1944
3 тома, 2809 композиций, в том числе 475 композиций советских авторов.

### 1-й том
двухходовки (издан в 1971): 725 задач 265 авторов, в том числе 131 задача 37 советских композиторов; судья от СССР — Е. Умнов.

#### 1914—1928
- Директор: Konrad Kummer — Швейцария
- Судьи:
  - Antonio Argülles — Испания
  - Gerardus Drese — Нидерланды
  - Konrad Kummer — Швейцария
- Количество полученных композиций: 1002
- Количество выбранных композиций: 248

#### 1929—1944
- Директор: Jan Mortensen — Дания
- Судьи:
  - Евгений Умнов — СССР
  - Albert Koldijk — Нидерланды
  - Ferenc Fleck — Венгрия
- Количество полученных композиций: 2719
- Количество выбранных композиций: 449

### 2-й том
трёх- и многоходовки (издан в 1972): 1278 задач 326 авторов, в том числе 106 композиций 35 советских авторов; судьи от СССР: А. Батурин, В. Гебельт, А. Гуляев (А. Грин), В. Шиф.

#### Раздел трёхходовки

##### Подраздел чешские
- Директор: Ing. Ilja Mikan — Чехословакия
- Судьи:
  - Александр Гуляев — СССР
  - Oskar Lauritzen — Дания
  - Jindrich Sulc — Чехословакия
- Количество полученных композиций: 2060
- Количество выбранных композиций: 412

##### Подраздел логические
- Директор: Др. Клаус Венда — Австрия
- Судьи:
  - Josef Breuer — ФРГ
  - Hans Vetter — ГДР
  - Josef Halumbirek — Австрия
- Количество полученных композиций: 352
- Количество выбранных композиций: 109

##### Подраздел прочие
- Директор: Arhavir Tanielian — Болгария
- Судьи:
  - Владимир Шиф — СССР
  - Michael Schneider — ФРГ
  - Элтье Виссерман — Нидерланды
- Количество полученных композиций: 1585
- Количество выбранных композиций: 317

#### Раздел многоходовки

##### Подраздел чешские
- Директор: Ing. Ilja Mikan — Чехословакия
- Судьи:
  - Dr. Artur Mandler — Чехословакия
  - Бо Линдгрен — Швеция
  - Вацлав Гебельт — СССР
- Количество полученных композиций: 231
- Количество выбранных композиций: 58

##### Подраздел логические
- Директор: Др. Клаус Венда — Австрия
- Судьи:
  - Dr. Hans Lepuschütz — Австрия
  - Gerhard Latzel — ФРГ
  - Dr. Rudolf Leopold — ГДР
- Количество полученных композиций: 511
- Количество выбранных композиций: 253

##### Подраздел прочие
- Директор: Arhavir Tanielian — Болгария
- Судьи:
  - Dr. Meindert Niemeijer — Нидерланды
  - Александр Батурин — СССР
  - Ing. Nenad Petrović — Югославия
- Количество полученных композиций: 325
- Количество выбранных композиций: 86

### 3-й том
этюды и «сказочные шахматы» (издан в 1975): 806 этюдов и задач 262 авторов, в том числе 238 композиций 57 советских авторов; судьи от СССР: Ф. Бондаренко, Т. Горгиев, А. Казанцев, В. Корольков, Л. Митрофанов.

#### Раздел сказочные шахматы

##### Подраздел обратный мат
- Директор: Wolfgang Weber — ГДР
- Судьи:
  - Jan Rusek — Польша
  - Zwi Hashavit — Израиль
  - Julius Buchwald — США
- Количество полученных композиций: 533
- Количество выбранных композиций: 113

##### Подраздел кооперативный мат
- Директор: Dr. John Niemann — ФРГ
- Судьи:
  - Johannes Burbach — Нидерланды
  - Jan Knöppel — Швеция
  - Др. Дьёрдь Парош — Венгрия
- Количество полученных композиций: 460
- Количество выбранных композиций: 96

##### Подраздел прочие
- Директор: Dennison Nixon — Англия
- Судьи:
  - Charles Kemp — Англия
  - Dr. Karl Fabel — ФРГ
  - Dr. Salvo Zlatič — Югославия
- Количество полученных композиций: 518
- Количество выбранных композиций: 145

#### Раздел этюды

##### 1914—1928
- Директор: Филипп Бондаренко — СССР
- Судьи:
  - Тигран Горгиев — СССР
  - Osmo Kaila — Финляндия
  - Jose Mandil — Испания
- Количество полученных композиций: 500
- Количество выбранных композиций: 200

##### 1929—1944
- Директор: Владимир Корольков — СССР
- Судьи:
  - Harold Lommer — Англия
  - Александр Казанцев — СССР
  - Леопольд Митрофанов — СССР
- Количество полученных композиций: 937
- Количество выбранных композиций: 237

## Альбом 1945—1955
Издан в 1964: 1891 композиция 446 авторов, в том числе 326 задач и этюдов 77 советских авторов; судьи от СССР: A. Гербстман, Л. Загоруйко, Р. Кофман, B. Руденко, Е. Умнов.

### Раздел двухходовки
- Директор: Gerhard Jensch — ФРГ
- Судьи:
  - Коминс Мэнсфилд — Англия
  - Ing. Хрвое Бартолович — Югославия
  - Евгений Умнов — СССР
- Количество полученных композиций: 2593
- Количество выбранных композиций: 496

### Раздел трёхходовки

#### Подраздел чешские
- Директор: Владимир Пахман — Чехословакия
- Судьи:
  - Hertberg Hultberg — Швеция
  - Валентин Руденко — СССР
  - Karl Flatt — Швейцария
- Количество полученных композиций: 1084
- Количество выбранных композиций: 209

#### Подраздел логические
- Директор: Dr. Gerhard Kaiser — ГДР
- Судьи:
  - Херберт Граземан — ФРГ
  - Prof. Josef Halumbirek — Австрия
  - Др. Эрих Цеплер — Англия
- Количество полученных композиций: 271
- Количество выбранных композиций: 43

#### Подраздел прочие
- Директор: Элтье Виссерман — Нидерланды
- Судьи:
  - Albert Koldijk — Нидерланды
  - Леонид Загоруйко — СССР
  - Вальтер Йёргенсен — Дания
- Количество полученных композиций: 958
- Количество выбранных композиций: 192

### Раздел многоходовки

#### Подраздел чешские
- Директор: Владимир Пахман — Чехословакия
- Судьи:
  - Hertberg Hultberg — Швеция
  - Валентин Руденко — СССР
  - Karl Flatt — Швейцария
- Количество полученных композиций: 269
- Количество выбранных композиций: 59

#### Подраздел логические
- Директор: Dr. Gerhard Kaiser — ГДР
- Судьи:
  - Херберт Граземан — ФРГ
  - Prof. Josef Halumbirek — Австрия
  - Др. Эрих Цеплер — Англия
- Количество полученных композиций: 452
- Количество выбранных композиций: 113

#### Подраздел прочие
- Директор: Элтье Виссерман — Нидерланды
- Судьи:
  - Albert Koldijk — Нидерланды
  - Леонид Загоруйко — СССР
  - Вальтер Йёргенсен — Дания
- Количество полученных композиций: 259
- Количество выбранных композиций: 64

### Раздел сказочные шахматы

#### Подраздел обратный мат
- Директор: Wolfgang Weber — ГДР
- Судьи:
  - Edgar Holladay — США
  - Карл Ларсен — Дания
  - Ing. Ilja Mikan — Чехословакия
- Количество полученных композиций: 418
- Количество выбранных композиций: 84

#### Подраздел кооперативный мат
- Директор: Arpad Földeak — Венгрия
- Судьи:
  - Charles Kemp — Англия
  - Dr. John Niemann — ФРГ
  - Др. Дьёрдь Парош — Венгрия
- Количество полученных композиций: 555
- Количество выбранных композиций: 101

#### Подраздел прочие
- Директор: Ing. Хрвое Бартолович — Югославия
- Судьи:
  - Albert Koldijk — Нидерланды
  - Ing. Leon Loewenton — Румыния
  - Peter Kniest — ФРГ
- Количество полученных композиций: 421
- Количество выбранных композиций: 83

### Раздел этюды
- Директор: Рафаэль Кофман — СССР
- Судьи:
  - Александр Гербстман — СССР
  - Harold Lommer — Испания
- Количество полученных композиций: 1140
- Количество выбранных композиций: 361

## Альбом 1956—1958
Издан в 1961: 661 композиция 246 авторов, в том числе 126 задач и этюдов 46 советских авторов; судьи от СССР: Ю. Авербах, Гербстман, Загоруйко, П. Керес, Кофман, Е. Рухлис, Умнов.

## Альбом 1959—1961
Издан в 1966: 738 композиций 225 авторов, в том числе 136 задач и этюдов 47 советских авторов; судьи от СССР: Гебельт, А. Домбровскис, Г. Каспарян, А. Копнин, Кофман, Б. Сахаров, В. Чеховер.

## Альбом 1962—1964
Издан в 1968: 908 композиций 288 авторов, в том числе 231 задача и этюд 73 советских авторов; судьи от СССР: Гебельт, Горгиев, Гуляев, Шиф.

## Альбом 1965—1967
Издан в 1976: 800 композиций 281 автора, в том числе 213 задач и этюдов 71 советского автора; судьи от СССР: В. Брон, Домбровскис.

### Раздел двухходовки
- Директор: Antonio Argüelles — Испания
- Судьи:
  - Jacques Savournin — Франция
  - Альфред Домбровскис — СССР
  - Drs Cor Goldschmeding — Нидерланды
- Количество полученных композиций: 1556
- Количество выбранных композиций: 217

### Раздел трёхходовки

#### Подраздел чешские
- Директор: Ing. Bedrich Formanek — Чехословакия
- Судьи:
  - Ing. Frantisek Hladik — Чехословакия
  - Charles Wermelinger — Франция
  - Владимир Брон — СССР
- Количество полученных композиций: 156
- Количество выбранных композиций: 23

#### Подраздел прочие
- Директор: Roland Lecomte — Франция
- Судьи:
  - Dr Karl Fabel — ФРГ
  - Бо Линдгрен — Швеция
  - Ing. Nikolaj Dimitrov — Болгария
- Количество полученных композиций: 693
- Количество выбранных композиций: 97

### Раздел многоходовки

#### Подраздел чешские
- Директор: Ing. Bedrich Formanek — Чехословакия
- Судьи:
  - Ing. Frantisek Hladik — Чехословакия
  - Charles Wermelinger — Франция
  - Владимир Брон — СССР
- Количество полученных композиций: 75
- Количество выбранных композиций: 14

#### Подраздел прочие
- Директор: Roland Lecomte — Франция
- Судьи:
  - Dr Karl Fabel — ФРГ
  - Бо Линдгрен — Швеция
  - Ing. Nikolaj Dimitrov — Болгария
- Количество полученных композиций: 423
- Количество выбранных композиций: 74

### Раздел сказочные шахматы

#### Подраздел обратный мат
- Директор: Wolfgang Weber — ГДР
- Судьи:
  - Saturnin Limbach — Польша
  - Джеральд Андерсон — Англия
  - Antti Ojanen — Финляндия
- Количество полученных композиций: 484
- Количество выбранных композиций: 69

#### Подраздел кооперативный мат
- Директор: Др. Дьёрдь Парош — Венгрия
- Судьи:
  - György Balresi — Венгрия
  - Dr John Niemann — ФРГ
  - Ing. Хрвое Бартолович — Югославия
- Количество полученных композиций: 907
- Количество выбранных композиций: 102

#### Подраздел прочие
- Директор: Charles Kemp — Англия
- Судьи:
  - Helmer Ternblad — Швеция
  - Jan Mortensen — Дания
  - Ing. Bedrich Formanek — Чехословакия
- Количество полученных композиций: 766
- Количество выбранных композиций: 93

### Раздел этюды
- Директор: Harold Lommer — Испания
- Судьи:
  - Dr Grzegorz Grzeban — Польша
  - John Roycroft — Англия
  - Walter Korn — США
- Количество полученных композиций: 665
- Количество выбранных композиций: 111

## Альбом 1968—1970
Издан в 1977: 805 композиций 280 авторов, в том числе 261 задача и этюд 82 советских авторов;
судьи от СССР: Кофман, Умнов.

### Раздел двухходовки
- Директор: Dr. Antonio Argüelles — Испания
- Судьи:
  - Евгений Умнов — СССР
  - Barry Barnes — Англия
  - Ing. juraj Brabec — Чехословакия
- Количество полученных композиций: 1515
- Количество выбранных композиций: 220

### Раздел трёхходовки

#### Подраздел чешские
- Директор: Ing. Bedrich Formanek — Чехословакия
- Судьи:
  - Бо Линдгрен — Швеция
  - Ing. Ilja Mikan — Чехословакия
  - Ing. Nikolaj Dimitrov — Болгария
- Количество полученных композиций: 218
- Количество выбранных композиций: 35

#### Подраздел прочие
- Директор: Nils van Dijk — Норвегия
- Судьи:
  - Рафаэль Кофман — СССР
  - Alois Johandl — Австрия
  - Piet le Grand — Нидерланды
- Количество полученных композиций: 637
- Количество выбранных композиций: 94

### Раздел сказочные шахматы

#### Подраздел обратный мат
- Директор: Джеральд Андерсон — Англия
- Судьи:
  - Wladyslaw Rosolak — Польша
  - Wolfgang Weber — ГДР
  - Edgar Holladay — США
- Количество полученных композиций: 447
- Количество выбранных композиций: 51

#### Подраздел кооперативный мат
- Директор: W. Arpad Földeak — Венгрия
- Судьи:
  - Umberto Castellari — Италия
  - Dr. John Niemann — ФРГ
  - Matti Myllyniemi — Финляндия
- Количество полученных композиций: 943
- Количество выбранных композиций: 104

#### Подраздел прочие
- Директор: Theodor Steudel — ФРГ
- Судьи:
  - Johannes Burbach — Нидерланды
  - Pierre Monreal — Франция
  - Ruez Candela Sanz — Испания
- Количество полученных композиций: 627
- Количество выбранных композиций: 83

### Раздел этюды
- Директор: Harold Lommer — Испания
- Судьи:
  - Visa Kivi — Финляндия
  - ir. Wouter Mees — Нидерланды
  - Dr. Hans Staudte — ФРГ
- Количество полученных композиций: 541
- Количество выбранных композиций: 124

## Альбом 1971—1973
Издан в 1978: 800 композиций 283 авторов, в том числе 247 задач и этюдов 92 советских авторов; судьи от СССР: И. Крихели, Г. Надареишвили, Руденко.

### Раздел двухходовки
- Директор: Barry Barnes — Англия
- Судьи:
  - Gino Mentasti — Италия
  - Eric Hassberg — США
  - Ing. Хрвое Бартолович — Югославия
- Количество полученных композиций: 1410
- Количество выбранных композиций: 216

### Раздел трёхходовки
- Директор: Валентин Руденко — СССР
- Судьи:
  - Ing. Nikolaj Dimitrov — Болгария
  - Ing. Ilja Mikan — Чехословакия
  - Robin Matthews — Англия
- Количество полученных композиций: 731
- Количество выбранных композиций: 188

### Раздел многоходовки
- Директор: Brunno Fargette — Франция
- Судьи:
  - Dr. Hans Lepuschütz — Австрия
  - Др. Ханс Петер Рем — ФРГ
  - Alphonse Grunenwald — Франция
- Количество полученных композиций: 508
- Количество выбранных композиций: 108

### Раздел сказочные шахматы

#### Подраздел обратный мат
- Директор: Wladyslaw Rosolak — Польша
- Судьи:
  - Wolfgang Weber — ГДР
  - Jan Mortensen — Дания
  - Jan Rusek — Польша
- Количество полученных композиций: 438
- Количество выбранных композиций: 46

#### Подраздел кооперативный мат
- Директор: Matti Myllyniemi — Финляндия
- Судьи:
  - Иосиф Крихели — СССР
  - Paul Moutecidis — Греция
  - Felix Sonnenfeld — Бразилия
- Количество полученных композиций: 984
- Количество выбранных композиций: 59

#### Подраздел прочие
- Директор: Венелин Алайков — Болгария
- Судьи:
  - Anthony Dickins — Англия
  - Ruez Candela Sanz — Испания
  - Ing. Juraj Brabec — Чехословакия
- Количество полученных композиций: 785
- Количество выбранных композиций: 55

### Раздел этюды
- Директор: Harold Lommer — Испания
- Судьи:
  - Virgil Nestorescu — Румыния
  - Pauli Perkonoja — Финляндия
  - Гиа Надареишвили — СССР
- Количество полученных композиций: 698
- Количество выбранных композиций: 128

## Альбом 1974—1976
Издан в 1980: 800 композиций 285 авторов, в том числе 296 задач и этюдов 92 советских авторов; судьи от СССР: Я. Владимиров, Кофман, Надареишвили.

### Раздел двухходовки
- Директор: Dr. Newman Guttman — США
- Судьи:
  - Lars Larsen  — Дания
  - Drs. Cor Goldschmeding — Нидерланды
  - Francisco Salazar — Испания
- Количество полученных композиций: 1629
- Количество выбранных композиций: 216

### Раздел трёхходовки
- Директор: Friedrich Chlubna — Австрия
- Судьи:
  - Рафаэль Кофман — СССР
  - Др. Ханс Петер Рем — ФРГ
  - Jan Knöppel — Швеция
- Количество полученных композиций: 967
- Количество выбранных композиций: 172

### Раздел многоходовки
- Директор: Godehard Murkisch — ФРГ
- Судьи:
  - Яков Владимиров — СССР
  - Manfred Zucker — ГДР
  - Ing. Ljubomir Ugren — Югославия
- Количество полученных композиций: 688
- Количество выбранных композиций: 108

### Раздел сказочные шахматы

#### Подраздел обратный мат
- Директор: Др. Клаус Венда — Австрия
- Судьи:
  - Leopold Szwedowski — Польша
  - Zvi Hashavit — Израиль
  - Walther Jørgensen — Дания
- Количество полученных композиций: 384
- Количество выбранных композиций: 59

#### Подраздел кооперативный мат
- Директор: Dr. Laszlo Lindner — Венгрия
- Судьи:
  - Ing. Fadil Abdurahmanović — Югославия
  - Eugen Rusenescu — Румыния
  - Dr. John Niemann — ФРГ
- Количество полученных композиций: 965
- Количество выбранных композиций: 75

#### Подраздел прочие
- Директор: Anthony Dickins  — Англия
- Судьи:
  - Dr. Adrianno Chicco — Италия
  - Jean Pierre Boyer — Франция
  - Бо Линдгрен — Швеция
- Количество полученных композиций: 613
- Количество выбранных композиций: 42

### Раздел этюды
- Директор: John Roycroft — Англия
- Судьи в этюдах:
  - Aarne Dunder — Финляндия
  - Гиа Надареишвили — СССР
  - Др. Йиндржих Фритз — Чехословакия
- Количество полученных композиций: 834
- Количество выбранных композиций: 128

## Альбом 1977—1979
Издан в 1983: 800 композиций 310 авторов, в том числе 257 задач и этюдов 112 советских авторов; судьи от СССР: В. Неидзе, Н. Плаксин, А. Феоктистов.

## Альбом 1980—1982
Издан в 1988: 1083 композиций

## Альбом 1983—1985
Издан в 1992: 1103 композиций

## Альбом 1986—1988
Издан в 1995: 1114 композиций

## Альбом 1989—1991
Издан в 1997: 1056 композиций, 684 страниц

## Альбом 1992—1994
Издан в 2001: 963 композиций, 672 страниц

## Альбом 1995—1997
Издан в 2004: 1153 композиций

## Альбом 1998—2000
Издан в 2007: 1267 композиций, 650 страниц

## Альбом 2001—2003
Издан в 2011: 1349 композиций, 700 страниц

## Альбом 2004—2006
Издан в 2013: 1367 композиций, 688 страниц, 312 авторов

## Альбом 2007—2009
Издан в 2015, Братислава: 1426 композиций, 640 страниц, 312 авторов
- ISBN 978-80-971998-0-7

Статистика:
| Секция             | Количество полученных композиций | Количество выбранных композиций | %     |
| ------------------ | -------------------------------- | ------------------------------- | ----- |
| двухходовки        | 1216                             | 178                             | 14.64 |
| трёхходовки        | 906                              | 93                              | 10.26 |
| многоходовки       | 898                              | 159                             | 17.71 |
| этюды              | 733                              | 153                             | 20.87 |
| кооперативные маты | 3039                             | 330                             | 10.86 |
| обратные маты      | 1294                             | 234                             | 18.08 |
| сказочные шахматы  | 1054                             | 221                             | 20.97 |
| ретрозадачи        | 307                              | 58                              | 18.89 |
| Всего              | 9447                             | 1426                            |       |

## Альбом 2010—2012
Издан в 2017, Братислава: 1402 композиций, 656 страниц, 294 авторов
- ISBN 978-80-971998-1-4

Статистика:
| Секция             | Количество полученных композиций | Количество выбранных композиций | %     |
| ------------------ | -------------------------------- | ------------------------------- | ----- |
| двухходовки        | 1109                             | 121                             | 10.91 |
| трёхходовки        | 984                              | 190                             | 19.31 |
| многоходовки       | 905                              | 144                             | 15.91 |
| этюды              | 745                              | 122                             | 16.38 |
| кооперативные маты | 2539                             | 298                             | 11.74 |
| обратные маты      | 1012                             | 189                             | 18.68 |
| сказочные шахматы  | 1524                             | 275                             | 18.04 |
| ретрозадачи        | 400                              | 63                              | 15.75 |
| Всего              | 9218                             | 1402                            |       |